# Alpkörvlar
Alpkörvlar (Molopospermum) är ett släkte av blomväxter i familjen flockblommiga växter. Endast arten alpkörvel erkänns numera i släktet.